# Elecciones federales de México de 1991 en Baja California
Las Elecciones federales en Baja California de 1991 se llevaron a cabo el domingo 18 de agosto de 1991 y en ellas fueron renovados los titulares de los siguientes cargos de elección popular del estado mexicano de Baja California:
- Diputaciones federales por Baja California: 6 electos por mayoría relativa elegidos en cada uno de los Distritos electorales, mientras otros son elegidos mediante representación proporcional.
- Senado: 1 electo por mayoría relativa para un período de 6 años.

## Organización
Estas elecciones destacan por ser las primeras organizadas por un organismo autónomo, el Instituto Federal Electoral, siendo una organización no dependiente de la Secretaría de Gobernación. Anteriormente la Comisión Federal Electoral se encargaba de la organización y conteo de las elecciones. 
A partir del 11 de octubre de 1990 empieza a funcionar el Instituto Federal Electoral (IFE), el cual es un órgano público, autónomo, responsable de cumplir con la función de organizar las elecciones; es decir, las relacionadas con la elección del presidente de los Estados Unidos Mexicanos y de los diputados y senadores que integran el Congreso de la Unión. 
10 partidos políticos nacionales tuvieron la posibilidad de registrar candidatos, de manera individual, formando coaliciones electorales entre dos o más partidos, o registrando candidaturas comunes, es decir registrar a un mismo candidato aunque cada partido compita de manera independiente.

## Resultados

### Diputados federales

#### Distrito 1 (Mexicali)
|  | 40.02 % |

|  | 45.07 % |

|  | 1.99 % |

|  | 2.12 % |

|  | 1.68 % |

|  | 0.71 % |

|  | 0.26 % |

|  | 0.29 % |

|  | 1.18 % |

|  | 1.67 % |

|  | 4.97 % |

#### Distrito 2 (Tijuana)
|  | 45.25 % |

|  | 42.24 % |

|  | 0.69 % |

|  | 2.42 % |

|  | 0.60 % |

|  | 1.35 % |

|  | 0.24 % |

|  | 0.17 % |

|  | 0.80 % |

|  | 0.44 % |

|  | 5.78 % |

#### Distrito 3 (Ensenada)
|  | 40.66 % |

|  | 43.90 % |

|  | 1.44 % |

|  | 4.33 % |

|  | 2.64 % |

|  | 0.70 % |

|  | 0.26 % |

|  | 0.11 % |

|  | 1.16 % |

|  | 0.35 % |

|  | 4.42 % |

#### Distrito 4 (Mexicali)
|  | 35.31 % |

|  | 48.93 % |

|  | 2.29 % |

|  | 2.30 % |

|  | 2.33 % |

|  | 0.64 % |

|  | 0.24 % |

|  | 0.21 % |

|  | 0.66 % |

|  | 1.64 % |

|  | 5.42 % |

#### Distrito 5 (Tijuana)
|  | 50.32 % |

|  | 40.37 % |

|  | 0.68 % |

|  | 1.34 % |

|  | 0.68 % |

|  | 1.53 % |

|  | 0.22 % |

|  | 0.19 % |

|  | 0.69 % |

|  | 0.33 % |

|  | 3.63 % |

#### Distrito 6 (Tijuana)
|  | 48.88 % |

|  | 38.41 % |

|  | 0.60 % |

|  | 2.73 % |

|  | 0.88 % |

|  | 1.08 % |

|  | 0.24 % |

|  | 0.31 % |

|  | 0.44 % |

|  | 1.47 % |

|  | 4.92 % |

### Senadores
|  | 44.14 % |

|  | 42.66 % |

|  | 1.43 % |

|  | 2.52 % |

|  | 1.41 % |

|  | 0.87 % |

|  | 0.15 % |

|  | 0.25 % |

|  | 0.67 % |

|  | 1.12 % |

|  | 4.75 % |